# Krćevina
Krćevina (en serbe cyrillique : Крћевина) est un village du nord du Monténégro, dans la municipalité de Pljevlja.

## Démographie

### Évolution historique de la population
| 1948 | 1953 | 1961 | 1971 | 1981 | 1991 | 2003 |
| ---- | ---- | ---- | ---- | ---- | ---- | ---- |
| 258  | 293  | 269  | 178  | 136  | 79   | 34   |